# Kanadas Grand Prix 2006

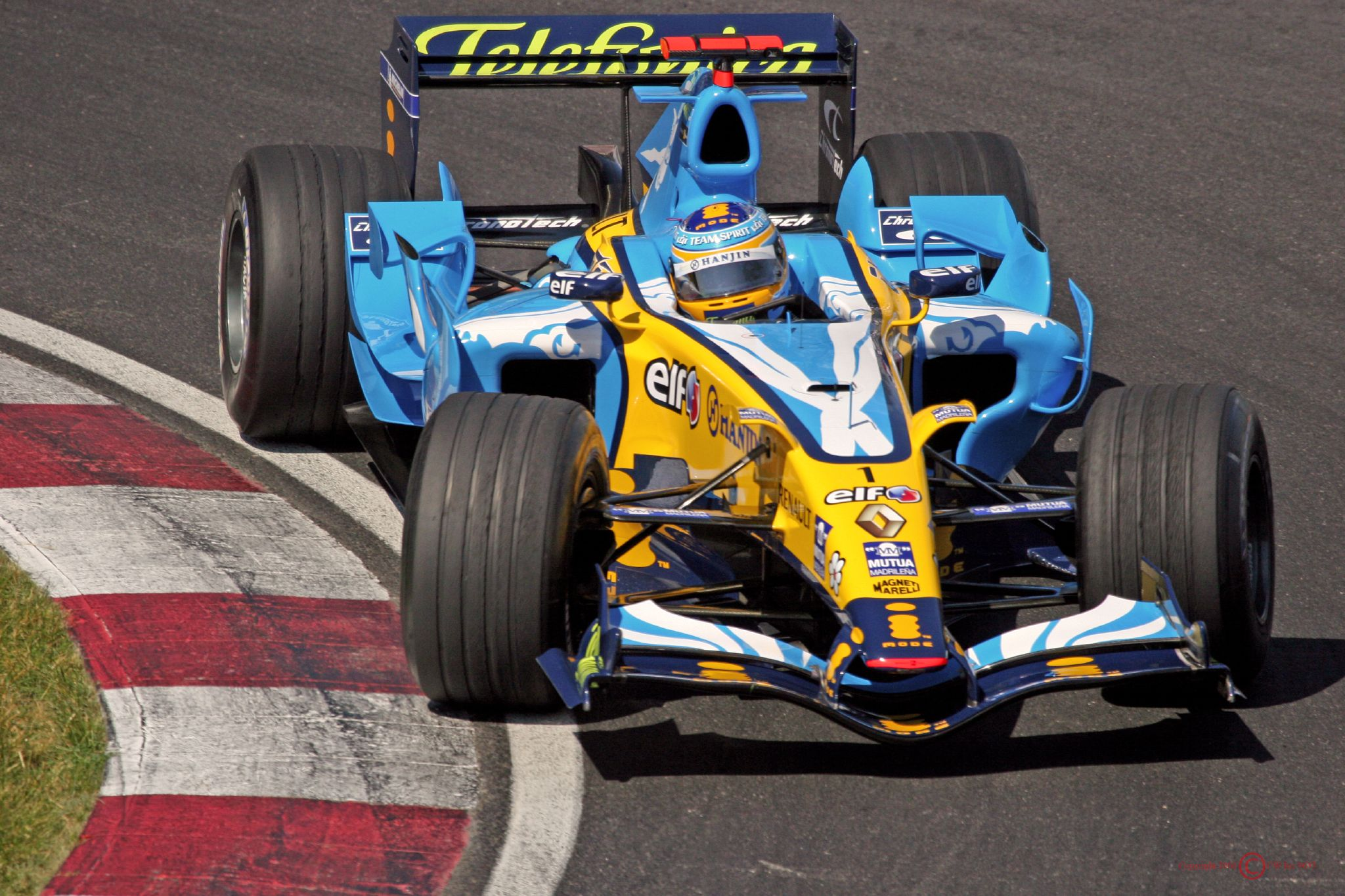
Segraren Fernando Alonso under kvalet.

Kanadas Grand Prix 2006, officiellt Formula 1 Grand Prix du Canada 2006, var ett Formel 1-lopp som kördes 25 juni 2006 på Circuit Gilles Villeneuve i Montréal i Kanada. Loppet var det nionde av sammanlagt arton deltävlingar ingående i Formel 1-säsongen 2006 och kördes över 70 varv.

## Rapport
Fernando Alonso i Renault ledde i princip från start till mål och tog sin sjätte seger för säsongen. Det var också hans första seger i Nordamerika. Michael Schumacher i Ferrari passerade Kimi Räikkönen i McLaren på det näst sista varvet tog andraplatsen. Räikkönen körde lite för brett i en hårnålskurva och då såg Schumacher sin chans. Alonso var 2,1 sekunder före tvåan Schumacher och 8,8 sekunder före trean Räikkönen. 
Alonsos stallkamrat Giancarlo Fisichella, som startade från den andra rutan, tjuvstartade och fick som straff köra genom depån en extra gång. Han hamnade långt efter men körde upp sig och slutade på fjärde plats. Jarno Trulli i Toyota kom på sjätte plats och tog sina första poäng för säsongen.

## Resultat
1. Fernando Alonso, Renault, 10 poäng
2. Michael Schumacher, Ferrari, 8
3. Kimi Räikkönen, McLaren-Mercedes, 6
4. Giancarlo Fisichella, Renault, 5
5. Felipe Massa, Ferrari, 4
6. Jarno Trulli, Toyota, 3
7. Nick Heidfeld, BMW, 2
8. David Coulthard, Red Bull-Ferrari, 1
9. Jenson Button, Honda
10. Scott Speed, Toro Rosso-Cosworth
11. Christian Klien, Red Bull-Ferrari
12. Mark Webber, Williams-Cosworth
13. Vitantonio Liuzzi, Toro Rosso-Cosworth
14. Tiago Monteiro, MF1-Toyota
15. Takuma Sato, Super Aguri-Honda (varv 64, olycka)

### Förare som bröt loppet
- Jacques Villeneuve, BMW (varv 58, olycka)
- Ralf Schumacher, Toyota (58, avbröt)
- Juan Pablo Montoya, McLaren-Mercedes (13, olycka)
- Rubens Barrichello, Honda (11, mekaniskt)
- Franck Montagny, Super Aguri-Honda (2, motor)
- Nico Rosberg, Williams-Cosworth (1, olycka)
- Christijan Albers, MF1-Toyota (0, olycka)

## VM-ställning
| Förarmästerskapet 1. Fernando Alonso, Renault, 84 2. Michael Schumacher, Ferrari, 59 3. Kimi Räikkönen, McLaren-Mercedes, 39 | Konstruktörsmästerskapet 1. Renault, 121 2. Ferrari, 87 3. McLaren-Mercedes, 65 |